# Gorizont 1
O Gorizont 1 (também conhecido por Gorizont 11L) foi um satélite de comunicação geoestacionário soviético da série Gorizont construído pela NPO PM. Ele era para ter sido operado pela RSCC (Kosmicheskiya Svyaz). O satélite foi baseado na plataforma KAUR-3 e sua expectativa de vida útil era de 3 anos. O Gorizont 1 não conseguiu entrar em operação por ter sido colocado em uma órbita errada.

## Lançamento
O satélite foi lançado ao espaço no dia 19 de dezembro de 1978, por meio de um veículo Proton-K/Blok-DM-2, lançado a partir do Cosmódromo de Baikonur, no Cazaquistão. Devido a uma falha o satélite foi injetado em uma órbita errada, e o mesmo não pode desempenhar a sua tarefa destinada. Ele tinha uma massa de lançamento de 2.300 kg.

## Capacidade
O Gorizont 1 era equipado com 6 transponders em banda C e um em banda Ku.